# Zelioni (Kamtxatka)
|  | Per a altres significats, vegeu «Zelioni». |

Zelioni (en rus: Зелёный) és un poble (un possiólok) del krai de Kamtxatka, a Rússia, que el 2020 tenia 735 habitants. Pertany al districte de Iélizovo.